# Объединённая народная организация Зимбабве
Объединённая народная организация Зимбабве (англ. Zimbabwe United People's Organisation, ZUPO) — родезийская и зимбабвийско-родезийская политическая партия второй половины 1970-х годов. Объединяла умеренных африканских националистов во главе с племенным вождём Джереми Чирау. Занимала правые консервативно-традиционалистские позиции. Выступала в качестве партнёра правящего Родезийского фронта, противостояла повстанческим движениям ZANU и ZAPU.

## Африканский консерватизм в Родезии
Партия правых африканских националистов была создана в Родезии 29 декабря 1976, через две недели после окончания Женевской конференции. Правящий Родезийский фронт (RF) во главе с Яном Смитом взял курс на достижение договорённости с умеренными африканскими организациями. Председателем Объединённой народной организации Зимбабве (ZUPO) стал племенной вождь шона Джереми Чирау, его заместителем — племенной вождь ндебеле Кайиса Ндивени. Оба вождя вошли в правительственные структуры Смита. После соглашения 3 марта 1978 Джереми Чирау формально возглавил Исполнительный совет переходного периода.
ZUPO выступала за прекращение гражданской войны, постепенный переход власти к чернокожему большинству при учёте прав белого населения, устранение расовой дискриминации, расширение полномочий племенных вождей. Партия занимала правые консервативные позиции, позиционировалась как антикоммунистическая, отстаивала традиционный уклад и право частной собственности, категорически возражала против планов национализации промышленности, противостояла марксистским повстанческим движениям ZANU Роберта Мугабе и ZAPU Джошуа Нкомо.
Одно время ZUPO рассматривалась как главный партнёр RF, а Джереми Чирау — как кандидат в премьер-министры. Организация создавала свою милиционные формирования. Символом ZUPO был африканский слон на фоне чёрно-белых клеток.

## Раскол и оттеснение
В ноябре 1978 в партии произошёл раскол. Вождь Ндивени и его сторонники-ндебеле вышли из ZUPO и учредили свою Объединённую национальную федералистскую партию (UNFP). Главное отличие UNFP от ZUPO состояло в требовании федерализации страны. В нём отразилась ориентация вождя Ндивени на интересы этнического меньшинства ндебеле. Вождь Чирау, представлявший доминирующую народность шона, был сторонником унитарного государственного устройства.
ZUPO быстро оттеснили на второй план более популярные Объединённый африканский национальный совет (UANC) Абеля Музоревы и Зимбабвийский африканский национальный союз — Ндонга (ZANU — Ndonga) Ндабанинги Ситоле. Они стали главными африканскими партнёрами правительства Смита, их вооружённые формирования составили основу Вспомогательных сил безопасности. Тем более несопоставимо было влияние ZUPO с ZANU и ZAPU.

## Самоупразднение в Зимбабве
На выборах в парламент государства Зимбабве-Родезия, проведённых в апреле 1979, ZUPO получила всего 6,4 % голосов и не получила депутатских мандатов. Правительство сформировали UANC, ZANU—Ndonga, UNFP и RF. Влияние ZUPO снизилось до минимума. Партия практически самоупразднилась ещё до провозглашения независимости Зимбабве в апреле 1980.
В Зимбабве ZUPO не возобновила своей деятельности. Джереми Чирау сохранял статус вождя и состоял в правящей партии ZANU, возглавляемой Мугабе.